# Ali Mojuz
Ali Mojuz (Shabestar, 29 mars 1873 - Shahroud, 25 septembre 1934) est un poète azéri d'Iran. 